# Sassenay
Sassenay ist eine französische Gemeinde mit 1.601 Einwohnern (Stand: 1. Januar 2022) im Département Saône-et-Loire in der Region Bourgogne-Franche-Comté. Sie gehört zum Arrondissement Chalon-sur-Saône und zum Kanton Gergy. Die Bewohner werden Sénochois und Sénochoises genannt.

## Geografie
Sassenay liegt etwa 7,5 Kilometer nordöstlich von Chalon-sur-Saône an der Saône. Umgeben wird Sassenay von den Nachbargemeinden Gergy im Norden, Bey im Osten, Allériot im Osten und Südosten, Châtenoy-en-Bresse im Süden, Crissey im Westen und Südwesten sowie Virey-le-Grand im Westen und Nordwesten.

## Bevölkerungsentwicklung
| Jahr                       | 1962 | 1968 | 1975 | 1982 | 1990 | 1999 | 2006 | 2013 | 2020 |
| Einwohner                  | 670  | 663  | 870  | 1051 | 1263 | 1402 | 1476 | 1577 | 1586 |
| Quellen: Cassini und INSEE |      |      |      |      |      |      |      |      |      |

## Sehenswürdigkeiten

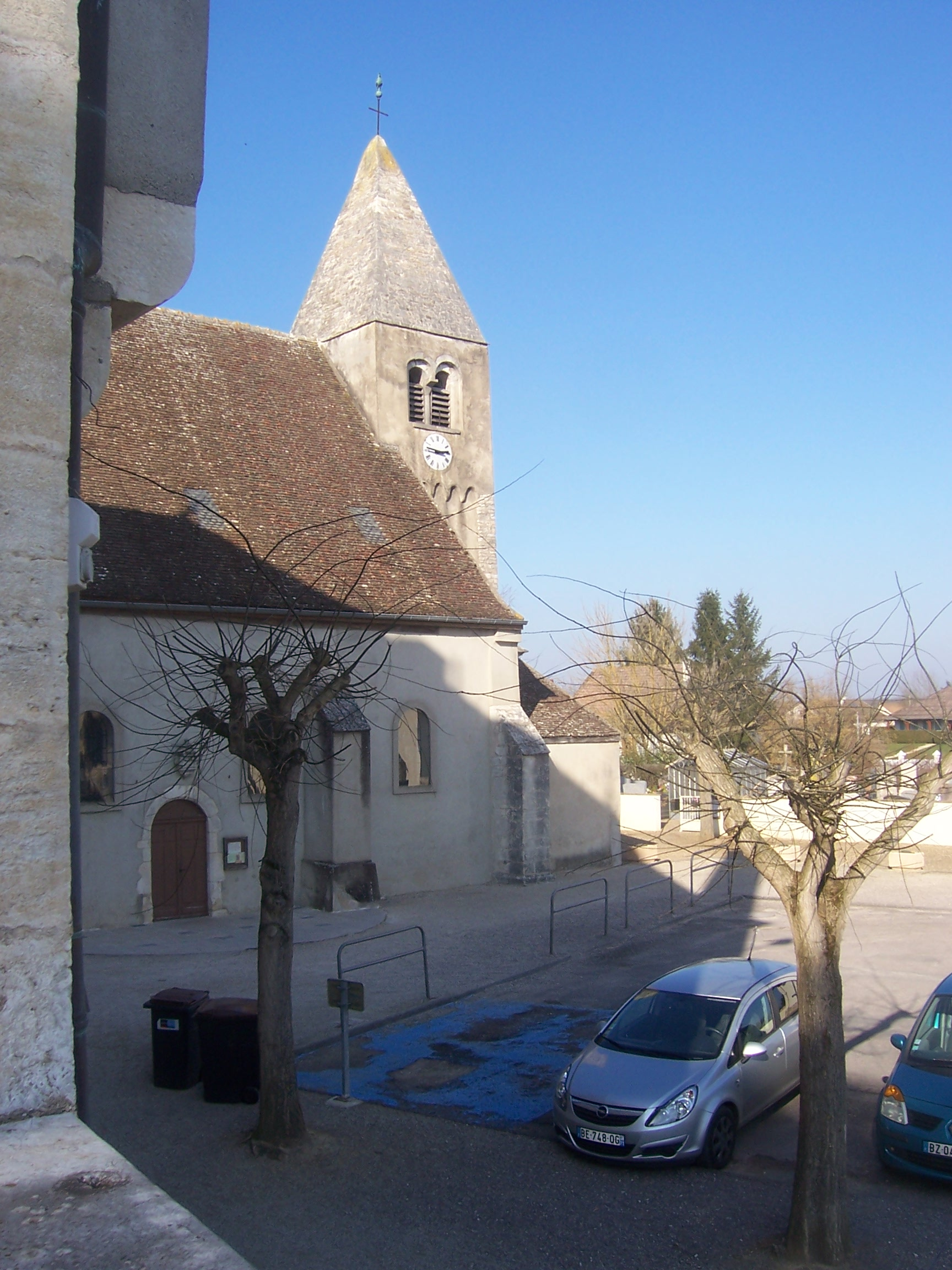
Kirche Saint-Fiacre

- Kirche Saint-Fiacre, erbaut im 11. und 12. Jahrhundert
- Schloss Sassenay mit Ursprüngen aus dem 12. Jahrhundert